# Roquedur
Roquedur est une commune française située dans l'ouest du département du Gard en région Occitanie.
Exposée à un climat méditerranéen, elle est drainée par l'Hérault, l'Arre et par divers autres petits cours d'eau. Incluse dans les Cévennes, la commune possède un patrimoine naturel remarquable composé de deux zones naturelles d'intérêt écologique, faunistique et floristique.
Roquedur est une commune rurale qui compte 265 habitants en 2022, après avoir connu une forte hausse de la population depuis 1968.  Elle fait partie de l'aire d'attraction du Vigan. Ses habitants sont appelés les Roquedurois ou  Roqueduroises.

## Géographie
| Le Vigan | Saint-André-de-Majencoules | Sumène                 |
|          | Roquedur                   |                        |
| Bresson  |                            | Saint-Julien-de-la-Nef |

### Héraldique
| Blason de Roquedur | Les armes de Roquedur se blasonnent ainsi : D'azur au duc d'or posé sur un rocher d'argent mouvant de la pointe. |

### Climat
Pour des articles plus généraux, voir Climat de l'Occitanie et Climat du Gard.
En 2010, le climat de la commune est de type climat méditerranéen franc, selon une étude s'appuyant sur une série de données couvrant la période 1971-2000. En 2020, Météo-France publie une typologie des climats de la France métropolitaine dans laquelle la commune est exposée à un climat méditerranéen et est dans la région climatique Provence, Languedoc-Roussillon, caractérisée par une pluviométrie faible en été, un très bon ensoleillement (2 600 h/an), un été chaud (21,5 °C), un air très sec en été, sec en toutes saisons, des vents forts (fréquence de 40 à 50 % de vents > 5 m/s) et peu de brouillards.
Pour la période 1971-2000, la température annuelle moyenne est de 13,4 °C, avec une amplitude thermique annuelle de 16,5 °C. Le cumul annuel moyen de précipitations est de 1 225 mm, avec 8,2 jours de précipitations en janvier et 3,6 jours en juillet. Pour la période 1991-2020, la température moyenne annuelle observée sur la station météorologique la plus proche, située sur la commune du Vigan à 6 km à vol d'oiseau, est de 13,7 °C et le cumul annuel moyen de précipitations est de 1 494,8 mm,. Pour l'avenir, les paramètres climatiques de la commune estimés pour 2050 selon différents scénarios d'émission de gaz à effet de serre sont consultables sur un site dédié publié par Météo-France en novembre 2022.

### Milieux naturels et biodiversité

#### Espaces protégés
La protection réglementaire est le mode d’intervention le plus fort pour préserver des espaces naturels remarquables et leur biodiversité associée,.
Dans ce cadre, la commune fait partie de l'aire d'adhésion du Parc national des Cévennes. Ce  parc national, créé en 1967, est un territoire de moyenne montagne formé de cinq entités géographiques : le massif de l'Aigoual, le causse Méjean avec les gorges du Tarn et de la Jonte, le mont Lozère, les vallées cévenoles ainsi que le piémont cévenol.
La commune fait partie de la zone de transition des Cévennes, un territoire d'une superficie de 116 032 ha reconnu réserve de biosphère par l'UNESCO en 1985 pour la mosaïque de milieux naturels qui la composent et qui abritent une biodiversité exceptionnelle, avec 2 400 espèces animales, 2 300 espèces de plantes à fleurs et de fougères, auxquelles s’ajoutent d’innombrables mousses, lichens, champignons,.

#### Zones naturelles d'intérêt écologique, faunistique et floristique
L’inventaire des zones naturelles d'intérêt écologique, faunistique et floristique (ZNIEFF) a pour objectif de réaliser une couverture des zones les plus intéressantes sur le plan écologique, essentiellement dans la perspective d’améliorer la connaissance du patrimoine naturel national et de fournir aux différents décideurs un outil d’aide à la prise en compte de l’environnement dans l’aménagement du territoire.
Une ZNIEFF de type 1 est recensée sur la commune :
la « rivière de l'Hérault à Pont-d'Hérault, l'Arre aval et ruisseaux confluents » (136 ha), couvrant 6 communes du département et une ZNIEFF de type 2, : 
les « vallées amont de l'Hérault » (21 533 ha), couvrant 23 communes dont 22 dans le Gard et 1 dans l'Hérault.

Carte des ZNIEFF de type 1 et 2 à Roquedur.
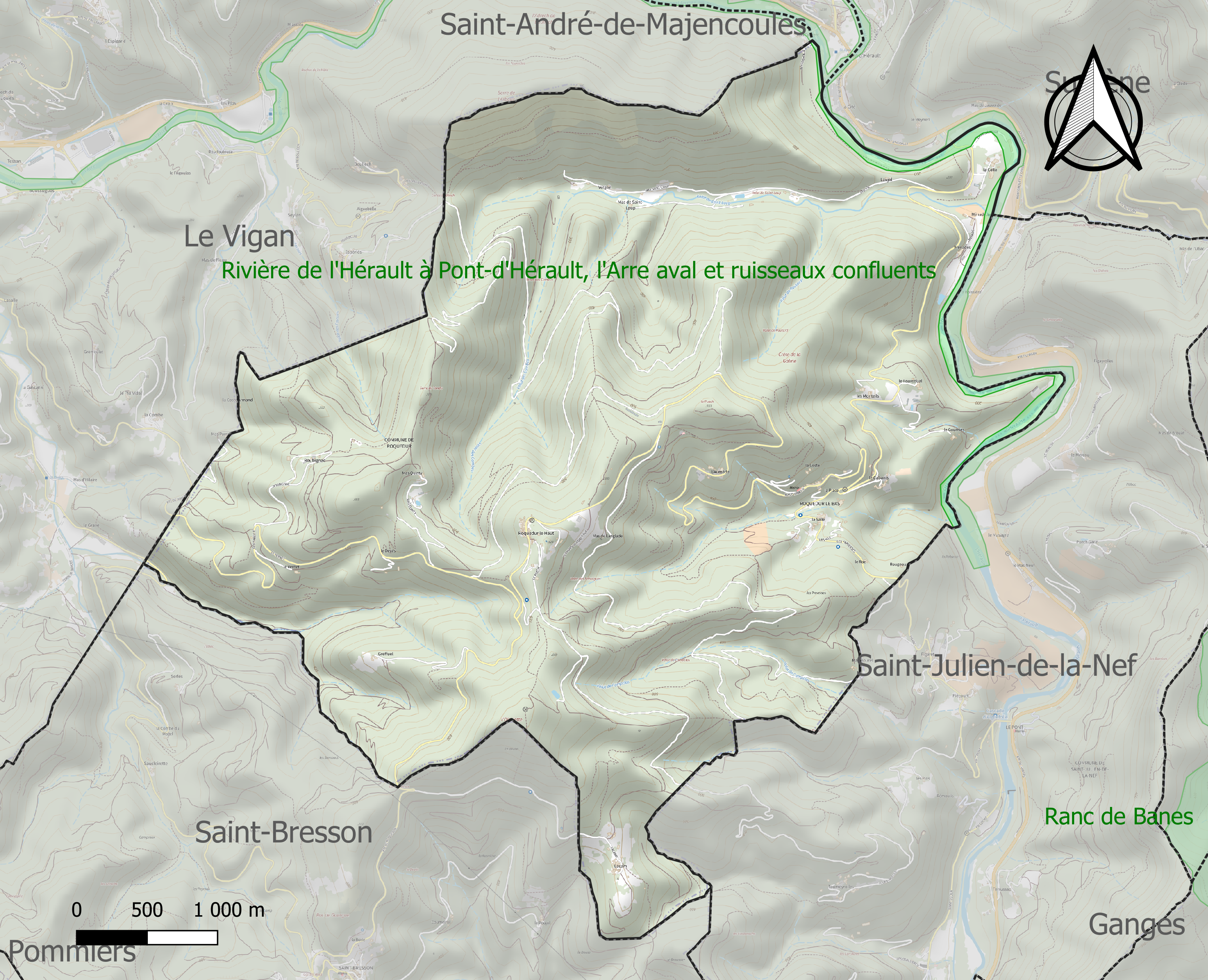
Carte de la ZNIEFF de type 1 sur la commune.
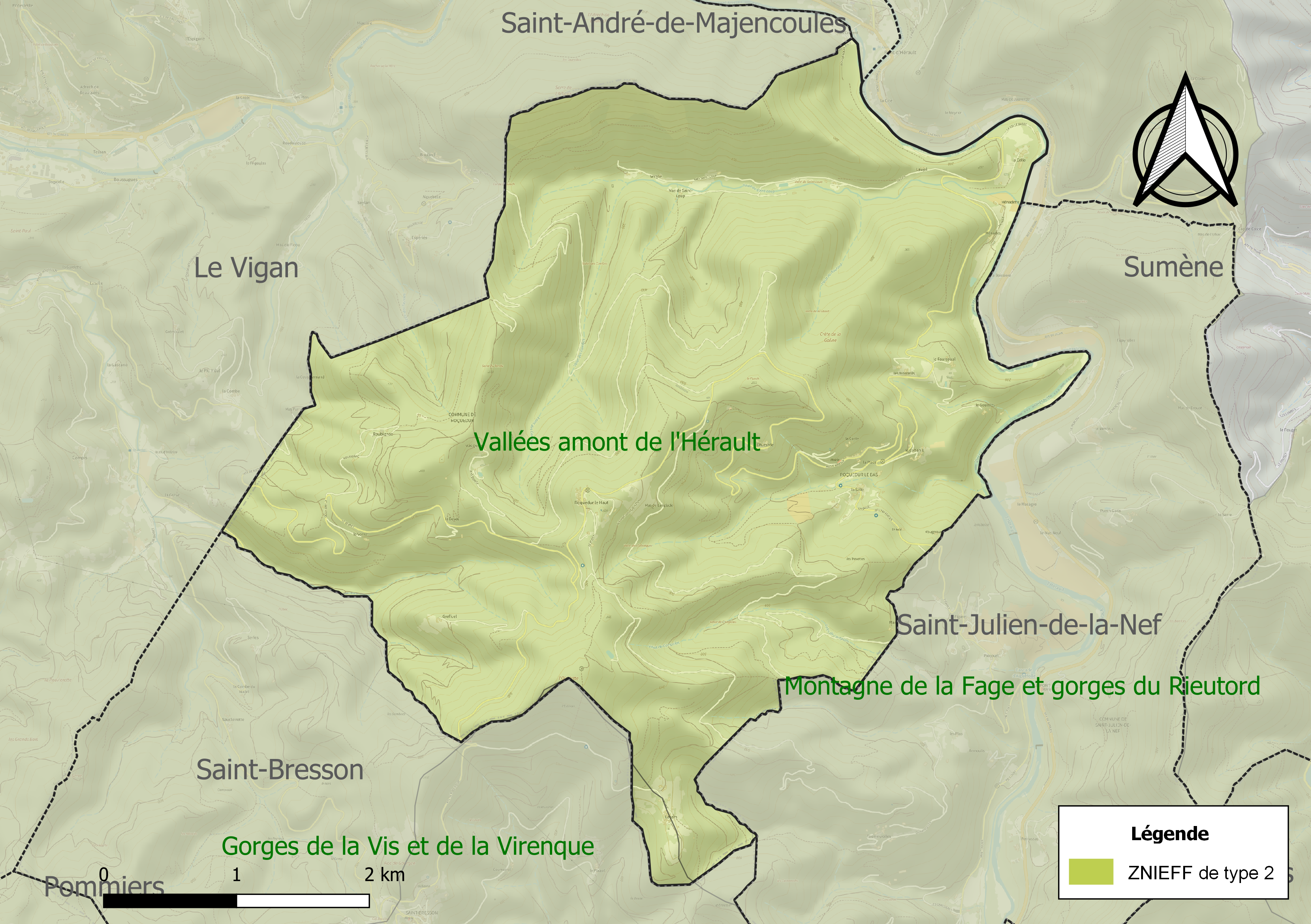
Carte de la ZNIEFF de type 2 sur la commune.

## Urbanisme

### Typologie
Au 1er janvier 2024, Roquedur est catégorisée commune rurale à habitat très dispersé, selon la nouvelle grille communale de densité à sept niveaux définie par l'Insee en 2022.
Elle est située hors unité urbaine. Par ailleurs la commune fait partie de l'aire d'attraction du Vigan, dont elle est une commune de la couronne,. Cette aire, qui regroupe 20 communes, est catégorisée dans les aires de moins de 50 000 habitants,.

### Occupation des sols
L'occupation des sols de la commune, telle qu'elle ressort de la base de données européenne d’occupation biophysique des sols Corine Land Cover (CLC), est marquée par l'importance des forêts et milieux semi-naturels (95,8 % en 2018), en diminution par rapport à 1990 (98,1 %). La répartition détaillée en 2018 est la suivante : 
forêts (95,8 %), zones agricoles hétérogènes (4,2 %). L'évolution de l’occupation des sols de la commune et de ses infrastructures peut être observée sur les différentes représentations cartographiques du territoire : la carte de Cassini (XVIIIe siècle), la carte d'état-major (1820-1866) et les cartes ou photos aériennes de l'IGN pour la période actuelle (1950 à aujourd'hui).

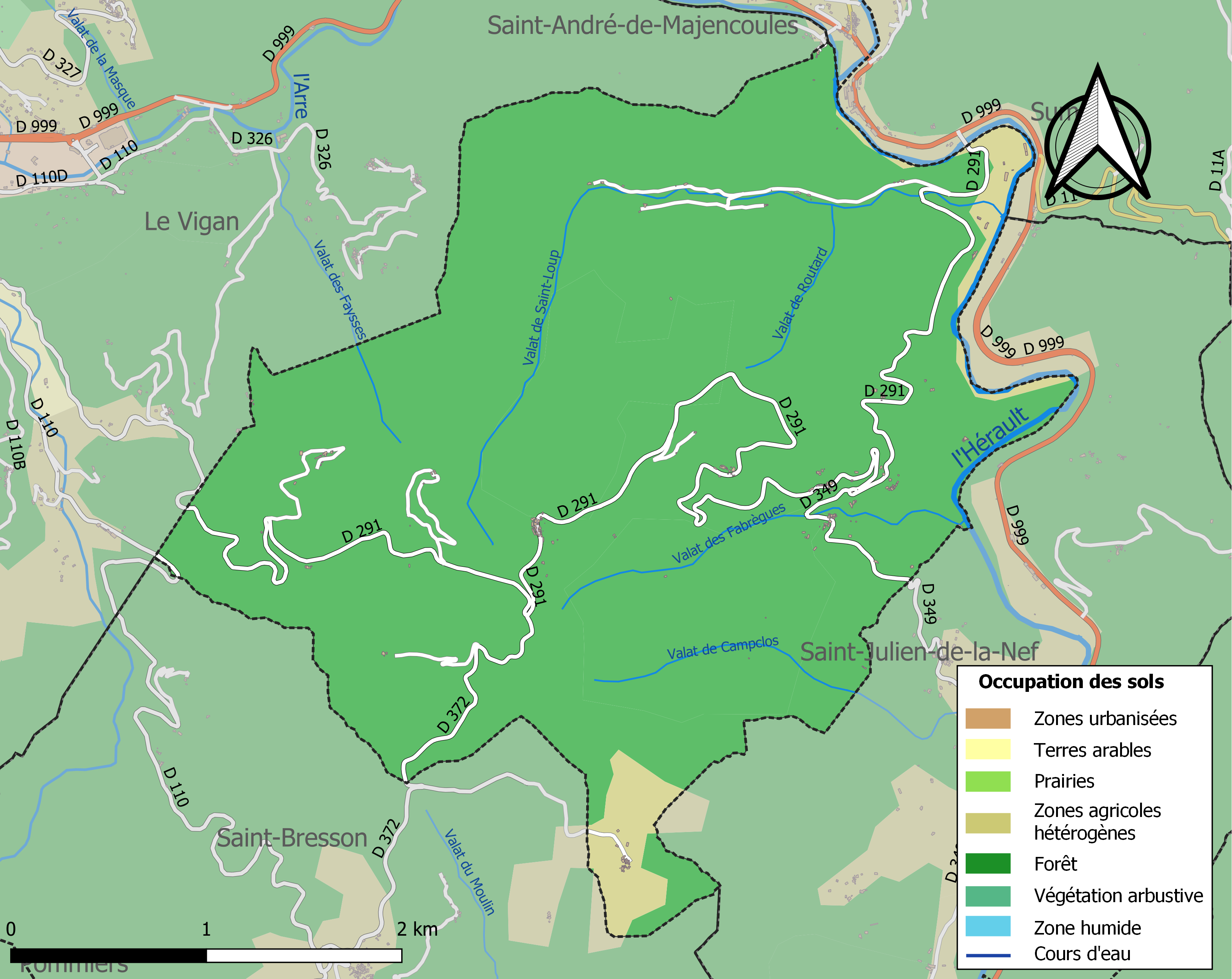
Carte des infrastructures et de l'occupation des sols de la commune en 2018 (CLC).

### Risques majeurs
Le territoire de la commune de Roquedur est vulnérable à différents aléas naturels : météorologiques (tempête, orage, neige, grand froid, canicule ou sécheresse), inondations, feux de forêts, mouvements de terrains et séisme (sismicité faible). Il est également exposé à un risque particulier : le risque de radon. Un site publié par le BRGM permet d'évaluer simplement et rapidement les risques d'un bien localisé soit par son adresse soit par le numéro de sa parcelle.

#### Risques naturels
Certaines parties du territoire communal sont susceptibles d’être affectées par le risque d’inondation par débordement de cours d'eau et par une crue torrentielle ou à montée rapide de cours d'eau, notamment l'Hérault  et l'Arre. La commune a été reconnue en état de catastrophe naturelle au titre des dommages causés par les inondations et coulées de boue survenues en 1982, 1994, 1995, 1997 et 2020,.

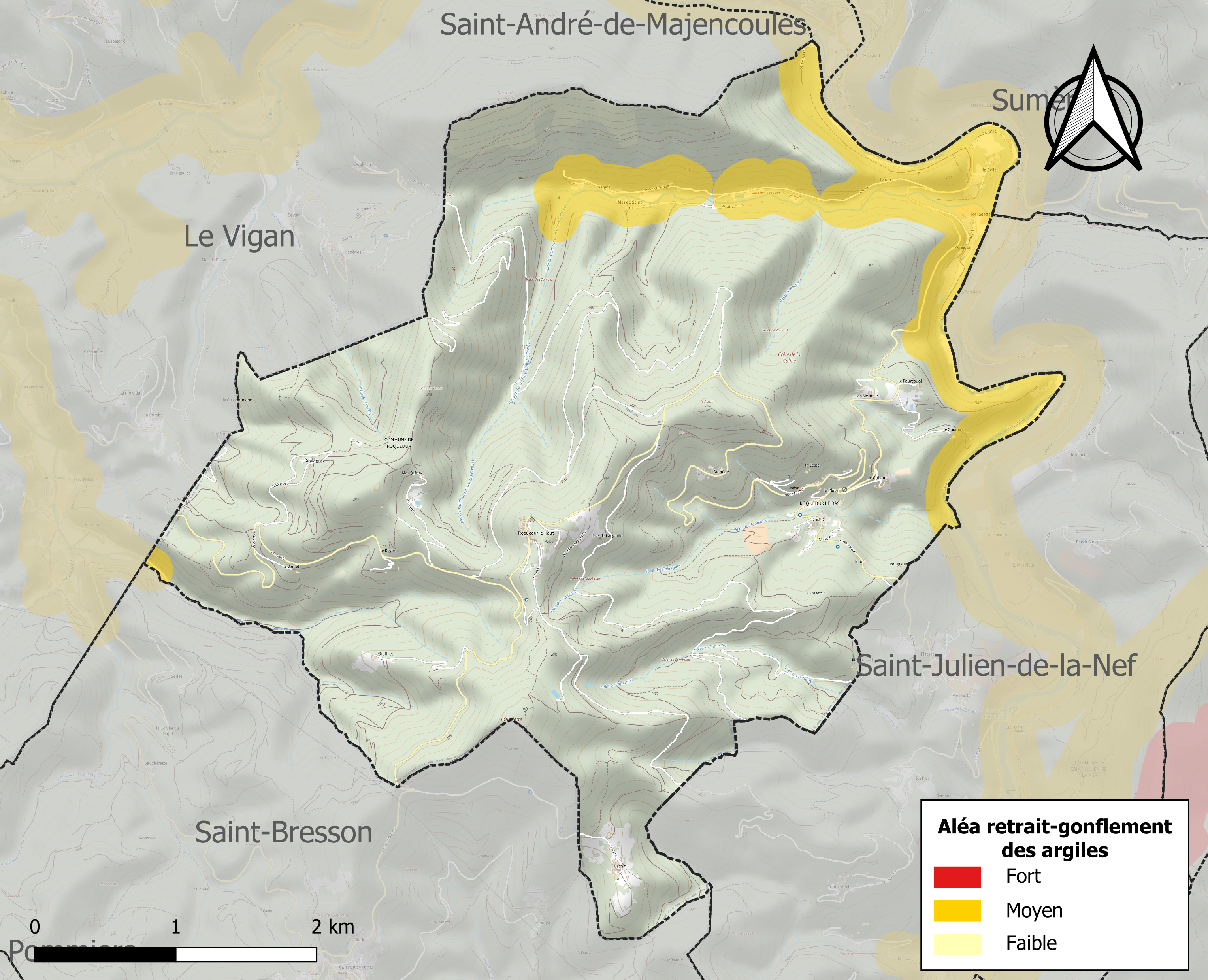
Carte des zones d'aléa retrait-gonflement des sols argileux de Roquedur.

La commune est vulnérable au risque de mouvements de terrains constitué principalement du retrait-gonflement des sols argileux. Cet aléa est susceptible d'engendrer des dommages importants aux bâtiments en cas d’alternance de périodes de sécheresse et de pluie. 11,2 % de la superficie communale est en aléa moyen ou fort (67,5 % au niveau départemental et 48,5 % au niveau national). Sur les 137 bâtiments dénombrés sur la commune en 2019, 21 sont en aléa moyen ou fort, soit 15 %, à comparer aux 90 % au niveau départemental et 54 % au niveau national. Une cartographie de l'exposition du territoire national au retrait gonflement des sols argileux est disponible sur le site du BRGM,.
Par ailleurs, afin de mieux appréhender le risque d’affaissement de terrain, l'inventaire national des cavités souterraines permet de localiser celles situées sur la commune.

#### Risque particulier
Dans plusieurs parties du territoire national, le radon, accumulé dans certains logements ou autres locaux, peut constituer une source significative d’exposition de la population aux rayonnements ionisants. Certaines communes du département sont concernées par le risque radon à un niveau plus ou moins élevé. Selon la classification de 2018, la commune de Roquedur est classée en zone 2, à savoir zone à potentiel radon faible mais sur lesquelles des facteurs géologiques particuliers peuvent faciliter le transfert du radon vers les bâtiments.

## Histoire
Le hameau de Roquedur-le-Haut doit son origine à un château médiéval dont il ne reste aujourd’hui que des vestiges. E. Germer-Durand fait remonter la première mention du lieu à 875, dans le cartulaire du chapitre de Nîmes. Au Moyen Âge, le château de Roquedur entre par alliance dans la maison de Ginestous.
Lors de la croisade contre les Albigeois, l'agglomération fortifiée établie autour du rocher de Roquedur, le castrum exunatis, voit ses défenses ruinées sur ordre du roi de France. Le baron d'Hierle y demeure quelque temps avant de pouvoir aller s'établir à Aulas.
En 1654, Christophe de Montfaucon, baron de Vissec, baron d'Hierle, cède pour raisons financières la terre de Roquedur à Daniel de Montcalm.
Au XIXe siècle, la commune participe au développement de la filature de soie en Cévennes : deux filatures, d’une durée éphémère (années 1830-1860) ont été recensées.
Dans les années 1970, un cas de leishmaniose amena une équipe franco-britannique de chercheurs conduite par les professeurs Jean-Antoine Rioux et Robert Killick-Kendrick à venir étudier localement les phlébotomes. La campagne s'est poursuivie durant une vingtaine d'années. Les résultats permirent une meilleure compréhension des vecteurs de la leishmaniose en France.

## Politique et administration
| Période                                  | Période   | Identité        | Étiquette | Qualité |
| ---------------------------------------- | --------- | --------------- | --------- | ------- |
| mars 2020                                | mars 2026 | Bernard Sandré  |           |         |
| mars 2001                                | mars 2020 | Thierry Finiels | PS        |         |
| juin 1995                                | mars 2001 | Yves Finiels    | PCF       |         |
| avant 1988                               | juin 1995 | Jean Massal     |           |         |
| Les données manquantes sont à compléter. |           |                 |           |         |

## Démographie
L'évolution du nombre d'habitants est connue à travers les recensements de la population effectués dans la commune depuis 1793. Pour les communes de moins de 10 000 habitants, une enquête de recensement portant sur toute la population est réalisée tous les cinq ans, les populations de référence des années intermédiaires étant quant à elles estimées par interpolation ou extrapolation. Pour la commune, le premier recensement exhaustif entrant dans le cadre du nouveau dispositif a été réalisé en 2005.

En 2022, la commune comptait 265 habitants, en évolution de +4,33 % par rapport à 2016 (Gard : +2,97 %, France hors Mayotte : +2,11 %).
| 1793 | 1800 | 1806 | 1821 | 1831 | 1836 | 1841 | 1846 | 1851 |
| ---- | ---- | ---- | ---- | ---- | ---- | ---- | ---- | ---- |
| 350  | 400  | 401  | 433  | 406  | 432  | 391  | 421  | 430  |

| 1856 | 1861 | 1866 | 1872 | 1876 | 1881 | 1886 | 1891 | 1896 |
| ---- | ---- | ---- | ---- | ---- | ---- | ---- | ---- | ---- |
| 421  | 358  | 360  | 340  | 315  | 299  | 282  | 290  | 276  |

| 1901 | 1906 | 1911 | 1921 | 1926 | 1931 | 1936 | 1946 | 1954 |
| ---- | ---- | ---- | ---- | ---- | ---- | ---- | ---- | ---- |
| 285  | 299  | 277  | 231  | 192  | 165  | 146  | 137  | 113  |

| 1962 | 1968 | 1975 | 1982 | 1990 | 1999 | 2005 | 2006 | 2010 |
| ---- | ---- | ---- | ---- | ---- | ---- | ---- | ---- | ---- |
| 107  | 103  | 121  | 116  | 133  | 192  | 225  | 224  | 214  |

| 2015 | 2020 | 2022 | - | - | - | - | - | - |
| ---- | ---- | ---- | - | - | - | - | - | - |
| 254  | 264  | 265  | - | - | - | - | - | - |

## Économie

### Revenus
En 2018  (données Insee publiées en septembre 2021), la commune compte 78 ménages fiscaux, regroupant 183 personnes. La médiane du revenu disponible par unité de consommation est de 17 030 € (20 020 € dans le département).

### Emploi
|                | 2008   | 2013   | 2018   |
| -------------- | ------ | ------ | ------ |
| Commune        | 18,5 % | 26,3 % | 25,8 % |
| Département    | 10,6 % | 12 %   | 12 %   |
| France entière | 8,3 %  | 10 %   | 10 %   |

En 2018, la population âgée de 15 à 64 ans s'élève à 181 personnes, parmi lesquelles on compte 67,8 % d'actifs (42,1 % ayant un emploi et 25,8 % de chômeurs) et 32,2 % d'inactifs,. Depuis 2008, le taux de chômage communal (au sens du recensement) des 15-64 ans est supérieur à celui de la France et du département.
La commune fait partie de la couronne de l'aire d'attraction du Vigan, du fait qu'au moins 15 % des actifs travaillent dans le pôle,. Elle compte 36 emplois en 2018, contre 26 en 2013 et 20 en 2008. Le nombre d'actifs ayant un emploi résidant dans la commune est de 77, soit un indicateur de concentration d'emploi de 46,3 % et un taux d'activité parmi les 15 ans ou plus de 55,4 %.
Sur ces 77 actifs de 15 ans ou plus ayant un emploi, 25 travaillent dans la commune, soit 32 % des habitants. Pour se rendre au travail, 67,8 % des habitants utilisent un véhicule personnel ou de fonction à quatre roues, 5 % les transports en commun, 12,3 % s'y rendent en deux-roues, à vélo ou à pied et 14,9 % n'ont pas besoin de transport (travail au domicile).

### Activités hors agriculture
19 établissements sont implantés  à Roquedur au 31 décembre 2019.
Le secteur de la construction est prépondérant sur la commune puisqu'il représente 31,6 % du nombre total d'établissements de la commune (6 sur les 19 entreprises implantées  à Roquedur), contre 15,5 % au niveau départemental.

### Agriculture
La commune est dans les Cévennes, une petite région agricole occupant l'ouest du département du Gard. En 2020, l'orientation technico-économique de l'agriculture  sur la commune est la polyculture et/ou le polyélevage. 
|               | 1988 | 2000 | 2010 | 2020 |
| ------------- | ---- | ---- | ---- | ---- |
| Exploitations | 11   | 6    | 13   | 11   |
| SAU (ha)      | 268  | 57   | 38   | 50   |

Le nombre d'exploitations agricoles en activité et ayant leur siège dans la commune est passé de 11 lors du recensement agricole de 1988  à 6 en 2000 puis à 13 en 2010 et enfin à 11 en 2020, soit une augmentation de 1 % en 32 ans. Le même mouvement est observé à l'échelle du département qui a perdu pendant cette période 61 % de ses exploitations,. La surface agricole utilisée sur la commune a également diminué, passant de 268 ha en 1988 à 50 ha en 2020. Parallèlement la surface agricole utilisée moyenne par exploitation a baissé, passant de 24 à 5 ha.

## Culture locale et patrimoine

### Lieux et monuments
- Le Castrum Exunatis, agglomération fortifiée qui appartenait à la famille de Bermond d'Anduze et de Sauve avant la croisade contre les Albigeois. Les murs de défense sont démantelés sur l'ordre du roi Saint-Louis.
- L'église Saint-Pierre, rebâtie en 1688.
- Le temple protestant, édifié en 1823. Il est commun aux communes de Roquedur et de Saint-Julien-de-la-Nef.

### Personnalités liées à la commune
- Famille de Bermond d'Anduze et de Sauve.
- Edmond Guiraud (1879-1961). Écrivain, dramaturge et acteur. Ses archives sont déposées au Musée cévenol au Vigan.
- Jean-François Mourgues, né en 1962. Pilote automobile. Champion de France Terre 2001, Vainqueur de la Coupe de France des rallyes 1997, vainqueur du Critérium des Cévennes 2001 et 2009, champion de Ligue Languedoc Roussillon.